# Паксіко (Канзас)
Паксіко (англ. Paxico) — місто (англ. city) в США, в окрузі Вабонсі штату Канзас. Населення — 210 осіб (2020).

## Географія
Паксіко розташоване за координатами 39°4′8″ пн. ш. 96°10′2″ зх. д. / 39.06889° пн. ш. 96.16722° зх. д. (39.068846, -96.167102).  За даними Бюро перепису населення США в 2010 році місто мало площу 0,36 км², уся площа — суходіл.

## Демографія
Згідно з переписом 2010 року, у місті мешкала 221 особа в 85 домогосподарствах у складі 58 родин. Густота населення становила 607 осіб/км².  Було 93 помешкання (256/км²).
Расовий склад населення:
| - 91,0 % — білих - 1,8 % — чорних або афроамериканців - 0,5 % — корінних американців |

До двох чи більше рас належало 6,8 %. Частка іспаномовних становила 5,4 % від усіх жителів.
За віковим діапазоном населення розподілялося таким чином: 28,5 % — особи молодші 18 років, 58,4 % — особи у віці 18—64 років, 13,1 % — особи у віці 65 років та старші. Медіана віку мешканця становила 36,3 року. На 100 осіб жіночої статі у місті припадало 104,6 чоловіків;  на 100 жінок у віці від 18 років та старших — 107,9 чоловіків також старших 18 років.
Середній дохід на одне домашнє господарство  становив 56 245 доларів США (медіана — 46 250), а середній дохід на одну сім'ю — 59 684 долари (медіана — 51 250). За межею бідності перебувало 6,5 % осіб, у тому числі 5,9 % дітей у віці до 18 років та 0,0 % осіб у віці 65 років та старших.
Цивільне працевлаштоване населення становило 127 осіб. Основні галузі зайнятості: освіта, охорона здоров'я та соціальна допомога — 20,5 %, будівництво — 18,9 %, фінанси, страхування та нерухомість — 11,8 %, роздрібна торгівля — 10,2 %.